# ミロコマチコ
ミロコマチコ（みろこまちこ、1981年 - ）は、日本の画家・絵本作家。

## 人物・来歴
大阪府枚方市出身。京都精華大学在学時に児童文学を学び、アートスクール梅田（現、アートスクール大阪）に進学後、2年間本格的に絵本の制作を開始する。愛猫家として知られ、動物や植物を題材とした絵を得意としている。近年、カウニステとのコラボレートなど海外からの評価も高い。2013年、絵本「オオカミがとぶひ」が第18回日本絵本賞大賞を受賞する。
- 1981年 - 大阪府枚方市に生まれる。
- 1999年 - 人形劇団（大阪市こども文化センター所属）で台本を担当。
- 2003年 - 京都精華大学人文学部人文学科 卒業。
- 2006年 - アートスクール梅田造形デザイン（大阪）卒業。

## 作品
- 『ホロホロチョウのよる』（画文集）2011 港の人
- 『オオカミがとぶひ』（絵本）2012 イースト・プレス
- 宅間孝行著による小説『くちづけ』（幻冬舎刊）の装丁

## 受賞歴
2003年
- 新風舎えほん賞 奨励賞（ストーリーのみ）。

2005年
- 第6回ピンポイント絵本コンペ 入選
- 講談社絵本新人賞 最終選考

2007年
- 第156回ザ・チョイス／リリー・フランキー審査 準入選。

2008年
- 第160回ザ・チョイス／山口晃審査 入選
- 第7回全国公募西脇市サムホール大賞展 入選

2009年
- 第164回ザ・チョイス／荒井良二審査 入選
- 第165回ザ・チョイス／名久井直子審査 入選

2010年
- HBギャラリーファイルコンペvol.21 藤枝リュウジ賞受賞

2012年
- 第18回日本絵本賞大賞

2014年
- 『てつぞうはね』で第45回講談社出版文化賞絵本賞
- 『ぼくのふとんは うみでできている』で第63回小学館児童出版文化賞

2018年
- 第41回巖谷小波文芸賞
- 平成30年度咲くやこの花賞

## 主な展覧会
2004年
- 「どコア絵本画展」4人展（カフェQ：大阪）にて

2005年
- 「ピンポイント絵本コンペ受賞展覧会」（pinpoint gallery：東京）
- 「あぁ絵本満展」グループ展（iTohen：大阪）
- 「ニロイヤホホ」個展（ギャラリー匠庵：大阪）

2006年
- 「クッピンツー」個展（iTohen：大阪）
- 「デラックスバーガーセット」2人展（ギャラリー匠庵：大阪）
- 「そらみいと」グループ展（iTohen：大阪）
- 「パァアーム」個展（FOODIES CAFE nifty：京都）

2007年
- 「オレンジのイス」個展（cafe nino：大阪）
- 「ポップパンツパーティー」グループ展（Ｂartok Ｇallery：東京）
- 「リフレインチェアー」個展（cafe nino：大阪）
- 「サークルカラー」個展（cafe SEE MORE GLASS：東京）
- 「2007 Best Job展」グループ展（Art Cocktail：大阪）

2008年
- 「鉄三さん、ありがとう」個展（iTohen：大阪）
- 「100葉の賢治展」グループ展（pinpoint gallery：東京）
- 「おんさ」グループ展（sewing gallery：大阪）

2009年
- 推薦作家展「三十六の瞳」グループ展（iTohen：大阪）
- 「100人のマザーグース」グループ展（pinpoint gallery：東京）
- 「GEISAI ＃12」出展
- 「群れ、お願いします。」個展（iTohen：大阪）
- 「大群」個展（ビリケンギャラリー：東京）
- 「どうぶつ展」グループ展（OPAギャラリー：東京）
- 「群れ、お願いします。」巡回個展（haco：葉山）

## メディア出演歴
- 情熱大陸（2013年5月5日 MBS）